# 281 a.C.
Il 281 a.C. (CCLXXXI a.C. in numeri romani) è un anno  del III secolo a.C.

## Eventi
- Battaglia di Corupedio: Le forze del re Seleuco I Nicatore sconfiggono e uccidono Lisimaco re di Tracia e Macedonia.
- Seleuco I Nicatore è assassinato dal suo nemico Tolomeo Cerauno.
- Antioco I Sotere diventa sovrano dell'Impero seleucide.
- Mitridate Ctiste dichiara l'indipendenza del Regno del Ponto dal regno macedone di Antigono I Monoftalmo

## Morti
- Lisimaco, generale e politico macedone antico
- Seleuco I, sovrano macedone antico